# John Cazale
John Holland Cazale (Boston, 12 de agosto de 1935 — Nova York, 12 de março de 1978) foi um ator ítalo-americano.

## Biografia
Cazale ficou mais conhecido por representar Fredo Corleone no filme "The Godfather" (br: O Poderoso Chefão; pt: "O Padrinho") e "The Godfather II" (br: "O Poderoso Chefão: Parte II"; pt: "O Padrinho: Parte II"), de Francis Ford Coppola. Também participou de grandes filmes como The Conversation, de 1974, também dirigido por  Coppola; Dog Day Afternoon (br: "Um Dia de Cão"), de 1975, no qual contracena com Al Pacino; e o mais famoso, The Deer Hunter (br: "O Franco Atirador" pt: "O Caçador"), de 1978, no qual desempenhou papel fundamental neste clássico de Michael Cimino.
Enquanto filmava The Deer Hunter, o diretor Michael Cimino soube que o ator estava com câncer e insistiu para que as cenas dele fossem filmadas antes que as dos outros atores. Quando o estúdio soube, quis retirar Cazale do filme, porém sua então noiva, Meryl Streep, ameaçou se demitir do longa caso isso acontecesse. Ele morreu aos 42 anos em Nova York, devido a um câncer ósseo poucos dias após o término das filmagens de The Deer Hunter.

## Carreira

### Cinema
- O Poderoso Chefão / O Padrinho (1972)
- A Conversação (1974)
- O Poderoso Chefão II / O Padrinho II (1974)
- Um Dia de Cão (1975)
- O Franco Atirador / O Caçador (1978)